# Hamoud Boualem
Pour les articles homonymes, voir Hamoud (homonymie) et Boualem (homonymie).
 (juin 2024).
Hamoud Boualem (en arabe : حمود بوعلام) est une entreprise algérienne spécialisée dans les boissons non alcoolisées. C'est une entreprise familiale, fondée en 1878 à Alger par Youssef Hamoud. Les boissons Hamoud Boualem sont consommées en Algérie, mais aussi en France, en Angleterre, en Belgique et au Canada.

## Historique

### Naissance de la recette
En 1848, Youssef Hamoud entre comme simple ouvrier dans une fabrique d'eaux gazeuses en Algérie. Trois ans plus tard, il ouvre son petit atelier de fabrication, commençant alors à créer artisanalement sa limonade (celle qui deviendra le Hamoud) à partir d'essence de citron, d'orange ou de mandarine dans le quartier de Belcourt (aujourd'hui Belouizdad). Il s'embarque pour Marseille où il apprend les procédés de fabrication et de mise en siphons, procédé alors inconnu en Afrique. Il est naturalisé français en 1860. À son retour à Alger, en 1878, Hamoud fait construire la première usine produisant principalement de l'eau gazeuse, en 1863, il s'associe à Revest, pour les liqueurs seulement, et annexe à son premier établissement une distillerie. Il ouvre plusieurs usines auxiliaires en Algérie, à Tanger au Maroc, à Tunis en Tunisie et à Alexandrie en Égypte. Le 19 juin 1884, la maison J. Hamoud devient Société Hamoud fils, Revest & Cie productrice de liqueurs, vins, spiritueux, limonade et eaux gazeuses. Hamoud se voit décerner plusieurs récompenses aux expositions auxquelles il participe : une médaille d'or, en 1862, à Londres, deux médailles d'or et deux d'argent, en 1876 et en 1881, à Alger, deux récompenses à la grande exposition de Paris en 1878 et de Caen. Le 9 août 1889, le nom Hamoud (pour la limonade) est déposé.

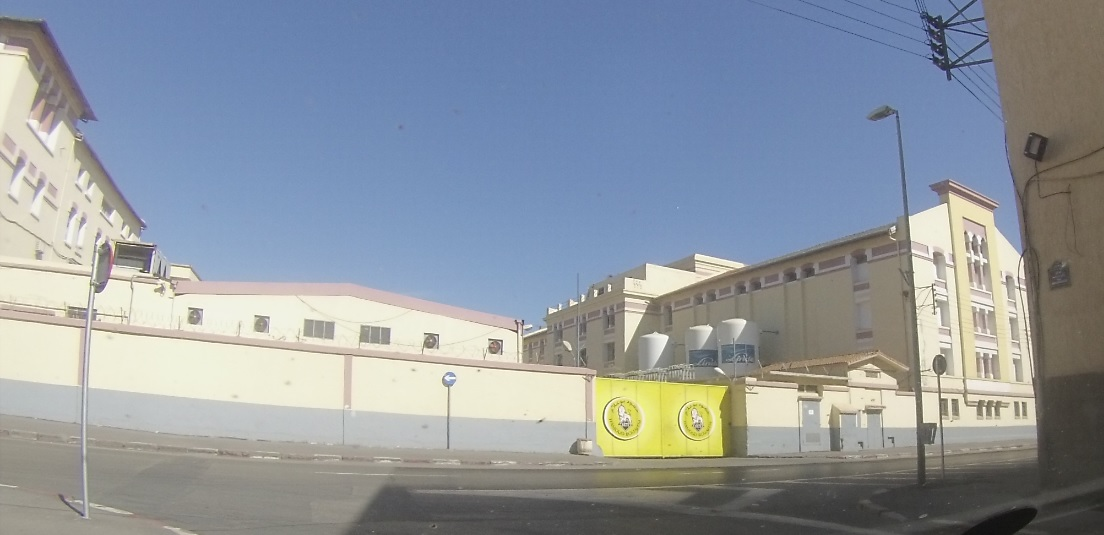
Usine Hamoud Boualem du Ruisseau

La boisson Hamoud est présentée à l'Exposition universelle de Paris de 1889 (classement hors concours).

### Évolution commerciale

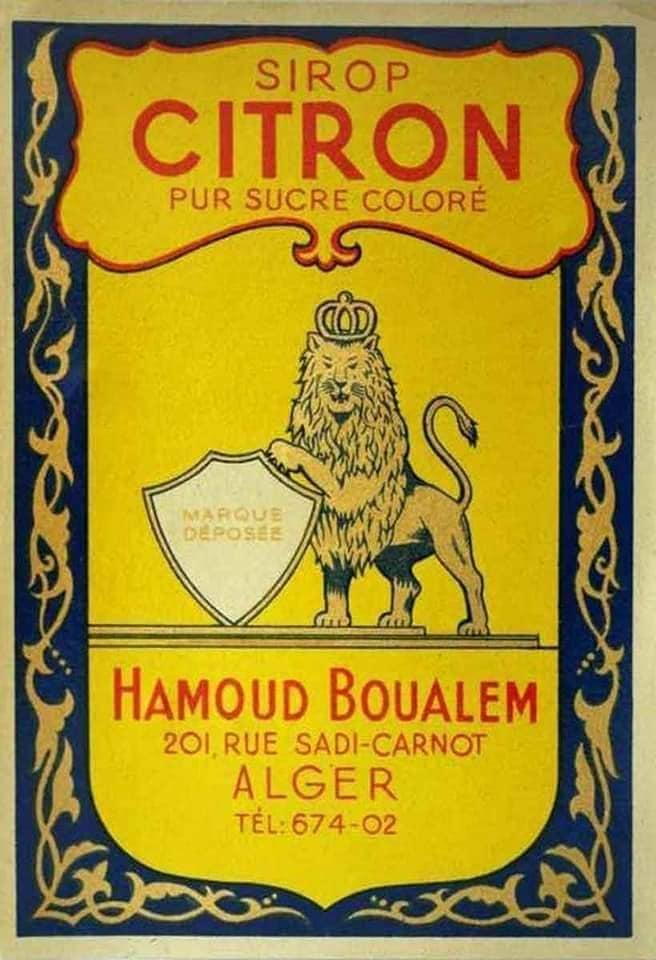
Poster du Sirop Citron

En 1921, le petit-fils de Youssef, Boualem Hamoud et Hadj Moussa ben Mustapha donnent le nom Hamoud Boualem et Cie à l'entreprise et le déposent. Le 17 février 1927, Hamoud Boualem et Cie est transformée en société à responsabilité limitée avec comme nouveau siège le 201, rue Sadi-Carnot (rue Hassiba-Ben-Bouali, Alger). Boualem Hamoud a  participé au financement d'une mosquée à Belcourt (Alger) ainsi que d'un cimetière au Ruisseau, Belcourt.[réf. nécessaire]
Pendant la Seconde Guerre mondiale, les débarquements Alliés en Algérie amènent de la concurrence à la marque, qui doit dès lors partager le marché avec les marques américaines comme Coca-Cola.[réf. nécessaire]
L'entreprise se diversifie : pâtes alimentaires et même ferronnerie afin d'occuper les ouvriers lors de la basse saison de production des boissons.[réf. nécessaire]

### Après la Seconde Guerre mondiale

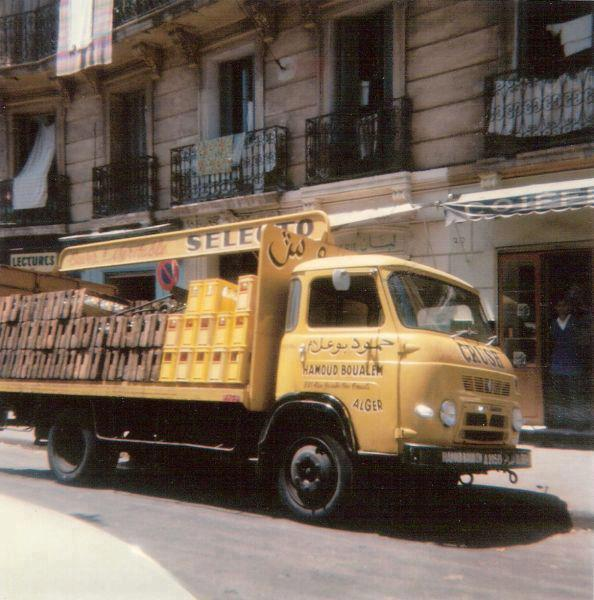
Un camion de Hamoud Boualem, photographié à Belouzdad en 1972

L’entreprise fait faillite en 1947 et est récupérée par un consortium bancaire. Quatre ans plus tard, en 1951, deux des enfants de Boualem Hamoud, son fils Youssef Hamoud et sa fille Tamani (veuve de Mostefa Bensmaïne) parviennent à racheter l'entreprise.[réf. nécessaire]
Les familles Hamoud, Bensmaïne se sont impliqués lors de la guerre d'indépendance algérienne. De ce fait, lors de la vague de nationalisations des années 1960 et 1970, afin d'exprimer leur reconnaissance aux propriétaires pour leur engagement pendant la guerre, l'État algérien décide de ne nationaliser que la partie de l'entreprise qui produit des pâtes alimentaires.[réf. nécessaire]
Les héritiers possèdent aujourd'hui encore l'intégralité de l'entreprise, entièrement spécialisée dans la fabrication et la distribution de boissons.[réf. nécessaire]

### Hamoud Boualem aujourd'hui
En 1998, une concession est également accordée à Parot, dans la Loire, pour la production du Selecto. En 2000, l'entreprise s'associe pour fonder la société SBA (Sodas et Boissons d'Algérie), qui produit toutes les boissons de la gamme Hamoud Boualem.
En 2007, les Ets Hamoud Boualem & Cie inaugurent leur première unité de production régionale à Oued Tlelat dans la wilaya d'Oran. Depuis 2008, la société est une société par actions.
En 2011, la Food and Drug Administration (FDA)  a bloqué l'importation de Slim Orange. Le produit contenait un colorant alimentaire, le E124, pourtant autorisé en Algérie et dans la plupart des pays de l'Union Européenne. Les autres produits de la société Hamoud Boualem n'ont pas été concernés par cette mesure. Depuis, la société Hamoud Boualem, afin d'éviter toute polémique a décidé de remplacer le colorant concerné.
À partir de 2010, Hamoud Boualem rentre dans le capital d'une usine de jus de fruits avec des investisseurs privés à Sétif. Depuis 2011, la société accélère sa croissance. La société se diversifie dans les eaux embouteillées avec l'acquisition d'une entreprise d'eau de source à Sidi bel Abbès et une autre d'eau minérale à Akbou en Kabylie, l'usine et la marque JUTOP à Boufarik et un terrain adjacent pour accueillir une nouvelle usine de sodas. Ceci est un grand changement pour l'entreprise en si peu de temps. Il est alors rapidement mis en place une stratégie de fabrication globale, une charte de qualité interne transversale pour l'ensemble de l'entreprise et un progiciel de gestion intégré (ERP) pour amener le mode de gestion aux meilleurs standards de planification et de gestion internationaux.
De cette période date également la modernisation des propriétés visuelles de la marque qui n'avaient pas changé depuis plusieurs décennies. La société Hamoud Boualem change alors sa physionomie et se structure autour de trois piliers : sodas, jus, et eaux.
Un important plan d'investissement est mis en place en 2011 pour substituer la production des boissons gazeuses progressivement vers une nouvelle usine de production située au centre-ville d'Alger. Cette nouvelle usine à Boufarik (Blida), est prévue pour le premier trimestre 2015. Mohamed Réda Hamoud assume la Présidence et la Direction Générale de la société.
En 2017, la société lance un nouveau format canette pour dynamiser et rajeunir la marque. L'année suivante, en 2018, une nouvelle boisson est lancée sous le nom de "Lim On". Il s'agit de jus de fruits gazéifiés existant alors sous trois saveurs : Agrumes , Orange pulpée, Mojito.
L'année 2020 marque un tournant pour l'entreprise, celle-ci lance un tout nouveau produit : Hamoud Cola, nouveau cola alternatif.

## Produits

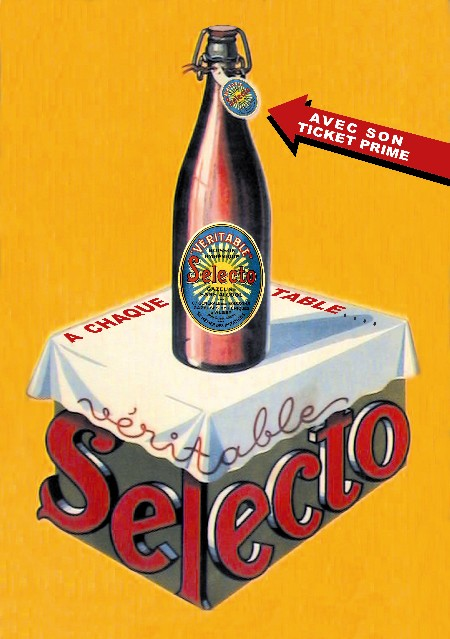
Affiche de publicité pour le Selecto en 1907

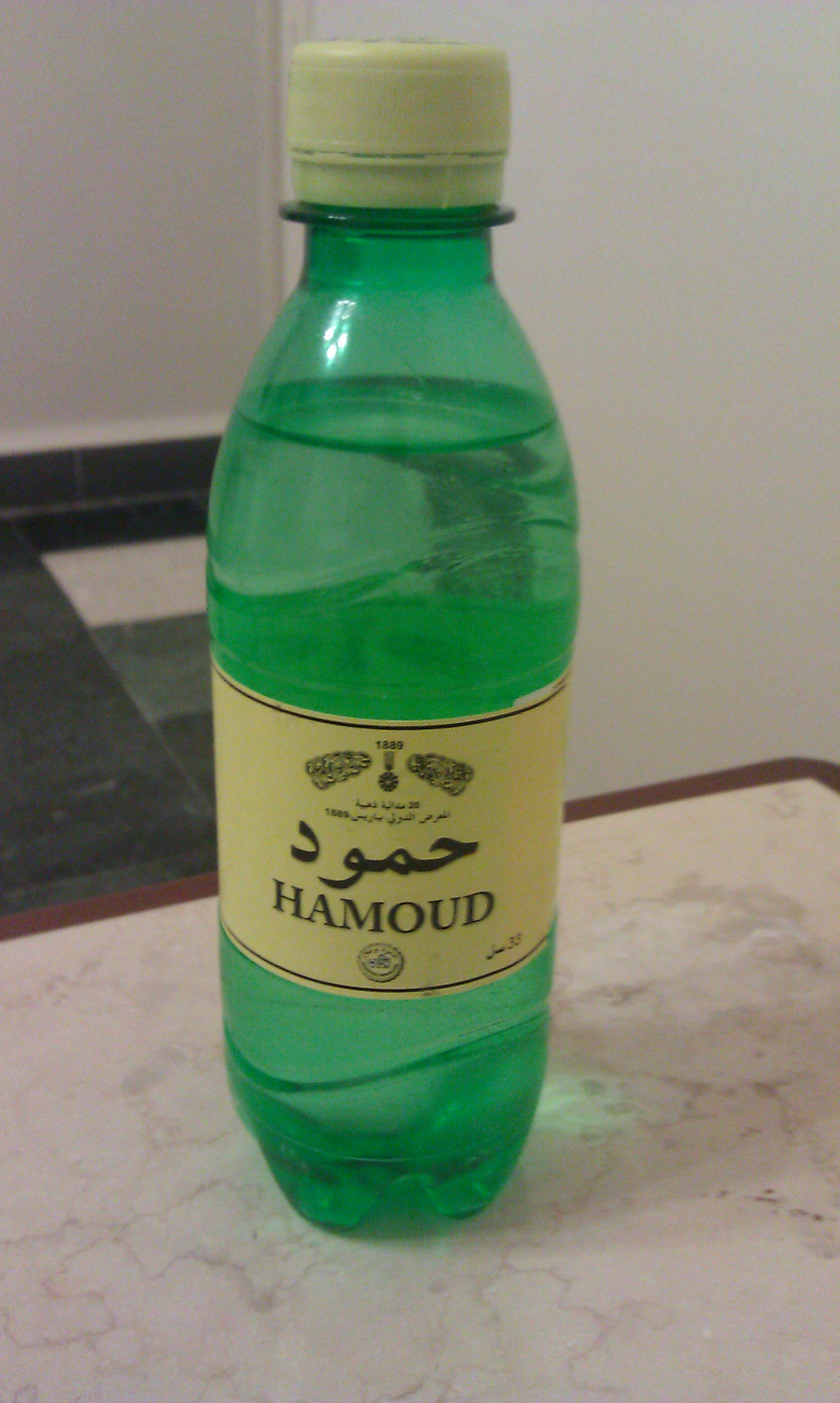
Une bouteille de Gazouz Blanche

Au travers de ses acquisitions, Hamoud devient alors un acteur important du marché des eaux embouteillées au travers de Dhaya : eau de source originaire de Sidi bel Abbès, et de Alma: eau minérale dont la source est à Akbou.
Les jus de fruits essentiellement fabriqués dans deux sociétés partenaires (à Sétif et à Alger Eucalyptus) quant à eux sont également commercialisés sous la marque Hamoud Boualem.